# Xylopia ardua
Xylopia ardua este o specie de plante angiosperme din genul Xylopia, familia Annonaceae, descrisă de Roger Sillans. Conform Catalogue of Life specia Xylopia ardua nu are subspecii cunoscute.